# Lijst van 3FM Megahits in 2006
Deze hits waren in 2006 3FM Megahit op 3FM:
| Nr. | Week    | Artiest                                                     | Titel                                                       | Hoogste positie in de 3FM Mega Top 50                       |
| --- | ------- | ----------------------------------------------------------- | ----------------------------------------------------------- | ----------------------------------------------------------- |
| 654 | Week 1  | Jamie Lidell                                                | Multiply                                                    | 12                                                          |
| 655 | Week 2  | Madonna                                                     | Sorry                                                       | 2                                                           |
| 656 | Week 3  | BLØF & Kodō                                                 | Aanzoek zonder ringen                                       | 1(1wk)                                                      |
| 657 | Week 4  | Gabriel Ríos                                                | Broad Daylight                                              | 7                                                           |
| 658 | Week 5  | Ben Lee                                                     | Catch My Disease                                            | 9                                                           |
| 659 | Week 6  | Arctic Monkeys                                              | When the Sun Goes Down                                      | 11                                                          |
| 660 | Week 7  | Bloodhound Gang                                             | Uhn tiss uhn tiss uhn tiss                                  | 3                                                           |
| 661 | Week 8  | P!nk                                                        | Stupid Girls                                                | 4                                                           |
| 662 | Week 9  | Live                                                        | The River                                                   | 20                                                          |
| 663 | Week 10 | The Source & Candi Staton                                   | You Got the Love                                            | 3                                                           |
| 664 | Week 11 | Jovink & the Voederbietels                                  | Wanneer geven wi-j de strijd op?                            | 11                                                          |
| 665 | Week 12 | Kubb                                                        | Wicked Soul                                                 | 11                                                          |
| 666 | Week 13 | James Blunt                                                 | Wisemen                                                     | 5                                                           |
| 667 | Week 14 | Skin                                                        | Just Let the Sun                                            | 4                                                           |
| 668 | Week 15 | Red Hot Chili Peppers                                       | Dani California                                             | 5                                                           |
| 669 | Week 16 | Gnarls Barkley                                              | Crazy                                                       | 2                                                           |
| 670 | Week 17 | Keane                                                       | Is It Any Wonder?                                           | 9                                                           |
| 671 | Week 18 | The Feeling                                                 | Sewn                                                        | 7                                                           |
| -   | Week 19 | Geen 3FM Megahit in verband met de 80's Request-week        | Geen 3FM Megahit in verband met de 80's Request-week        | Geen 3FM Megahit in verband met de 80's Request-week        |
| 672 | Week 20 | The Sheer                                                   | The Girl That Lost Her Mind (Pt. 1)                         | 3                                                           |
| 673 | Week 21 | Nelly Furtado                                               | Maneater                                                    | 6                                                           |
| 674 | Week 22 | Till West & DJ Delicious                                    | Same Man                                                    | 3                                                           |
| 675 | Week 23 | Muse                                                        | Supermassive Black Hole                                     | 10                                                          |
| 676 | Week 24 | Ilse DeLange                                                | The Great Escape                                            | 2                                                           |
| 677 | Week 25 | Panic! at the Disco                                         | I Write Sins Not Tragedies                                  | 14                                                          |
| 678 | Week 26 | Christina Aguilera                                          | Ain't No Other Man                                          | 5                                                           |
| 679 | Week 27 | Red Hot Chili Peppers                                       | Tell Me Baby                                                | 14                                                          |
| 680 | Week 28 | Fort Minor, Holly Brook & Jonah Matranga                    | Where'd You Go                                              | 8                                                           |
| 681 | Week 29 | Lily Allen                                                  | Smile                                                       | 6                                                           |
| 682 | Week 30 | Keane                                                       | Crystal Ball                                                | 16                                                          |
| 683 | Week 31 | Robbie Williams                                             | Rudebox                                                     | 5                                                           |
| 684 | Week 32 | Sandi Thom                                                  | I Wish I Was a Punk Rocker (With Flowers in My Hair)        | 18                                                          |
| 685 | Week 33 | Muse                                                        | Starlight                                                   | 13                                                          |
| 686 | Week 34 | Tiësto & Maxi Jazz                                          | Dance4life                                                  | 2                                                           |
| 687 | Week 35 | James Morrison                                              | You Give Me Something                                       | 2                                                           |
| 688 | Week 36 | Snow Patrol                                                 | Chasing Cars                                                | 8                                                           |
| 689 | Week 37 | Justin Timberlake & Timbaland                               | SexyBack                                                    | 2                                                           |
| 690 | Week 38 | Scissor Sisters                                             | I Don't Feel Like Dancin'                                   | 2                                                           |
| 691 | Week 39 | The Kooks                                                   | She Moves in Her Own Way                                    | 10                                                          |
| 692 | Week 40 | Panic! at the Disco                                         | But It's Better If You Do                                   | 21                                                          |
| -   | Week 41 | Geen 3FM Megahit in verband met de 90's Request-week        | Geen 3FM Megahit in verband met de 90's Request-week        | Geen 3FM Megahit in verband met de 90's Request-week        |
| 693 | Week 42 | U2 & Green Day                                              | The Saints Are Coming                                       | 1(2wk)                                                      |
| 694 | Week 43 | VanVelzen                                                   | Baby Get Higher                                             | 9                                                           |
| 695 | Week 44 | Razorlight                                                  | America                                                     | 7                                                           |
| 696 | Week 45 | Justin Timberlake & T.I.                                    | My Love                                                     | 9                                                           |
| 697 | Week 46 | Robbie Williams                                             | Lovelight                                                   | 2                                                           |
| 698 | Week 47 | Damien Rice                                                 | 9 Crimes                                                    | 10                                                          |
| 699 | Week 48 | James Morrison                                              | Wonderful World                                             | 7                                                           |
| 700 | Week 49 | The Automatic                                               | Monster                                                     | 16                                                          |
| 701 | Week 50 | Nelly Furtado                                               | All Good Things (Come to an End)                            | 1(5wk)                                                      |
| -   | Week 51 | Geen 3FM Megahit in verband met de 3FM Serious Request-week | Geen 3FM Megahit in verband met de 3FM Serious Request-week | Geen 3FM Megahit in verband met de 3FM Serious Request-week |
| -   | Week 52 | Geen 3FM Megahit in verband met de Top Serious Request-week | Geen 3FM Megahit in verband met de Top Serious Request-week | Geen 3FM Megahit in verband met de Top Serious Request-week |

1993 · 
1994 ·
1995 · 
1996 ·
1997 ·
1998 ·
1999 ·
2000 ·
2001 ·
2002 ·
2003 ·
2004 ·
2005 ·
2006 ·
2007 ·
2008 ·
2009 ·
2010 ·
2011 ·
2012 ·
2013 ·
2014 ·
2015 ·
2016 ·
2017 ·
2018 ·
2019 ·
2020 ·
2021 ·
2022 ·
2023 ·
2024 ·
2025